# Max-Planck-Institut für Dynamik komplexer technischer Systeme
Das Max-Planck-Institut für Dynamik komplexer technischer Systeme ist eine außeruniversitäre Forschungseinrichtung unter der Trägerschaft der Max-Planck-Gesellschaft und hat seinen Sitz in Magdeburg.

## Geschichte
Das Max-Planck-Institut für Dynamik komplexer technischer Systeme wurde 1996 gegründet und ist das erste Institut der Max-Planck-Gesellschaft, das sich schwerpunktmäßig mit Fragestellungen aus den Ingenieurwissenschaften beschäftigt.

## Organisation
Das Institut ist in neun Fachgruppen gegliedert:
- Bioprozesstechnik
- Numerische Methoden in der System- und Regelungstheorie
- Physikalisch-Chemische Grundlagen der Prozesstechnik
- Prozesstechnik
- Prozesssynthese und Prozessdynamik
- Analyse und Redesign biologischer Netzwerke
- Molekulare Simulationen und Design
- Elektrochemische Energieumwandlung
- Datengetriebene Systemreduktion und -identifikation

Die Wissenschaftler arbeiten fachgruppenübergreifend in den Projektbereichen zusammen:
- Hierarchische Strukturen
- Eigenschaftsverteilte Systeme
- Integrierte Prozesse
- Vernetzte Prozesse
- Hybride und Ereignisdiskrete Systeme
- Netzwerktheorie

## International Max Planck Research School (IMPRS)
Das Institut betreibt zusammen mit der Universität Magdeburg die International Max Planck Research School for Advanced Methods in Process and Systems Engineering (vormals International Max Planck Research School for Analysis, Design and Optimization in Chemical and Biochemical Process Engineering). Eine IMPRS ist ein englischsprachiges Doktorandenprogramm, das eine strukturierte Promotion ermöglicht. Sprecher der IMPRS ist Kai Sundmacher, der auch einer der Direktoren des MPI ist.

## Ernst-Dieter-Gilles-Stipendium
Seit 2020 vergibt das Max-Planck-Institut für Dynamik komplexer technischer Systeme das „Ernst-Dieter-Gilles“-Stipendium für junge Wissenschaftler nach der Promotion. Es ist nach dem Gründungsdirektor des Instituts, Ernst Dieter Gilles, benannt.